# Pachypasa otus
Pachypasa otus is een vlinder uit de familie spinners. De wetenschappelijke naam is voor het eerst geldig gepubliceerd in 1773 door Drury.
De soort komt voor in Europa.